# Аоста
Ао́ста / Ао́ст (итал. Aosta, фр. Aoste) град је у северној Италији. Град је средиште најмање италијанске покрајине Долина Аосте. Град је истовремено и најмање покрајинско средиште у држави.

## Географија
Аоста је смештена у крајње северозападном делу Италије, близу државне тромеђе са Француском и Швајцарском. Град је од престонице Рима удаљен 780 км, а од најближег већег града, Торина, 114 км.
Град лежи на левој обали реке Дора Балтеа, на путу према превојима Великом и Малом Светом Бернарду, који повезује Италију са Француском и Швајцарском. У близини града и границе према Швајцарској и Француском нала зе се највиши планински врхови Европе: Мон Блан, Матерхорн и Монте Роза.

## Историја
Град је основао римски цар Октавијан Август 24. п. н. е., после победе Теренција Вара над лигурским Саласима и населио га преторијанцима Августа Праеторије.
План града сачувао је и данас мрежу античких улица и даје јасну слику изгледа римског каструма. Августов триумфални лук у Аости спада у најстарије примере те врсте.

## Географија
| Клима (Аоста)            | Клима (Аоста) | Клима (Аоста) | Клима (Аоста) | Клима (Аоста) | Клима (Аоста) | Клима (Аоста) | Клима (Аоста) | Клима (Аоста) | Клима (Аоста) | Клима (Аоста) | Клима (Аоста) | Клима (Аоста) | Клима (Аоста) |
| Показатељ \ Месец        | .Јан.         | .Феб.         | .Мар.         | .Апр.         | .Мај.         | .Јун.         | .Јул.         | .Авг.         | .Сеп.         | .Окт.         | .Нов.         | .Дец.         | .Год.         |
| ------------------------ | ------------- | ------------- | ------------- | ------------- | ------------- | ------------- | ------------- | ------------- | ------------- | ------------- | ------------- | ------------- | ------------- |
| Средњи максимум, °C (°F) | 4,5 (40,1)    | 7,0 (44,6)    | 11,5 (52,7)   | 15,4 (59,7)   | 20,9 (69,6)   | 24,1 (75,4)   | 26,7 (80,1)   | 24,7 (76,5)   | 20,8 (69,4)   | 14,5 (58,1)   | 8,4 (47,1)    | 5,5 (41,9)    | 26,7 (80,1)   |
| Средњи минимум, °C (°F)  | −3,2 (26,2)   | −0,8 (30,6)   | 2,8 (37)      | 6,5 (43,7)    | 10,5 (50,9)   | 13,6 (56,5)   | 15,8 (60,4)   | 14,3 (57,7)   | 12,0 (53,6)   | 6,8 (44,2)    | 1,8 (35,2)    | −1,4 (29,5)   | −3,2 (26,2)   |
| [ тражи се извор ]       |               |               |               |               |               |               |               |               |               |               |               |               |               |

## Становништво
Према резултатима пописа становништва 2011. у општини је живело 34.102 становника.
| 1931.  | 1936.  | 1951.  | 1961.  | 1971.  | 1981.  | 1991.  | 2001.  | 2011.  |
| ------ | ------ | ------ | ------ | ------ | ------ | ------ | ------ | ------ |
| 13.962 | 16.130 | 24.215 | 30.633 | 36.906 | 37.194 | 36.214 | 34.062 | 34.102 |

Аоста данас има око 35.000 становника. Отприлике половина становништва користи француски као матерњи језик, а половина (махом досељеници са југа) користи италијански језик. Током протеклих деценија у град се доселило много досељеника из иностранства.

## Привреда
Последњих деценија Аоста, као град окружен Алпима, све више постаје туристичко одредиште, посебно зими. Томе доприноси и близина највиших алпских врхова и значајнијих туристичких места (нпр. Шамонија).

## Градске знаменитости
Аоста је туристичко, културно, трговачко и индустријско седиште. Има остатака из римског доба и других ранијих епоха, од којих су најпознатији:
- Августов триумфални лук,
- преторијанска врата
- антички амфитеатар који може да прими 4.000 гледалаца,
- Црква итал.  / фр. Saint-Ours која је започета у XI веку,
- катедрала Notre-Dame из XI — XIV века.

## Партнерски градови
- Нарбон
- Албервил
- Шамони Мон Блан
- Мартињи
- Синаја
- Kaolack
- Сан Ђорђо Морђето

## Галерија
- Катедрала Notre-Dame
- Градска кућа
- Староримски мост Pont de pierre